# تابوبيا أليفة الكالسيوم
تابوبيا أليفة الكالسيوم (الاسم العلمي:Tabebuia calcicola) هي نوع من النباتات تتبع جنس التابوبيا من الفصيلة البنيونية.